# Ostrov (Russia)
Ostrov in russo Остров? è una cittadina della Russia europea (Oblast' di Pskov), situata sul fiume Velikaja, 55 km a sud del capoluogo. È il capoluogo dell'omonimo rajon.
Citata nelle cronache nel 1342 come fortezza ai confini meridionali del territorio di Pskov, situata su un'isola nel fiume Velikaja (da cui il toponimo Ostrov in lingua russa isola); ricevette lo status di città da Caterina II nel 1777.

## Società

### Evoluzione demografica
Fonte: mojgorod.ru
- 1897: 6.300
- 1926: 7.600
- 1959: 17.700
- 1989: 29.100
- 2002: 25.078
- 2007: 24.100